# 2М
«2М Музыкальный магазин» — российский профессиональный музыкальный журнал. В печатной версии издание являлось инициатором создания в России музыкальных чартов официальных продаж аудиопродукции. Журнал предоставлял информацию о новостях в области музыкального бизнеса, профессиональные рецензии на компакт-диски, рейтинги продаж, правовую информацию и др. С 2008 года существовал только онлайн. С 2010 по 2012 гг. публикации музыкальных чартов и годовые отчёты о состоянии звукозаписывающей отрасли осуществлялись в музыкальном разделе Lenta.ru.

## История
«2М Музыкальный магазин» был основан в середине 1990-х гг. Его называли пионером в области b2b-изданий на музыкальном рынке России. Распространялось издание среди дистрибуторов компакт-дисков, а также, в ограниченном варианте, через музыкальные магазины. Журнал стал инициатором публикаций данных о продажах на рынке лицензионных физических носителей.
В 2008 году была закрыта бумажная версия издания, но работала его онлайн-версия. С октября 2010 года был закрыт официальный сайт журнала и чарты 2М стали выходить на сайте Lenta.ru. В декабре 2012 года музыкальная редакция Lenta.ru заявила о прекращении публикации чартов.

## Чарты
- «Россия Топ 25. Альбомы»
- «Россия Топ 10. Цифровые треки»